# Silène Edgar
Sophie Ruhaud, née le 25 septembre 1978 à Rennes, connue sous le nom de plume de Silène Edgar et George Silène, est une enseignante, autrice et chercheuse française.

## Carrière d'enseignante
Sophie Claire Marie Ruhaud-Trouffier est née le 25 septembre 1978 à Rennes en Ille-et-Vilaine. Ses parents sont l'écrivain Bernard Ruhaud et Josiane Danièle Salgues, et le poète Étienne Ruhaud (18/03/1980-) est son frère,.
Elle passe son baccalauréat littéraire au lycée Jean-Dautet de la Rochelle, puis poursuit des études de lettres à Poitiers. Elle obtient un master en littérature comparée à l'université Paris Cité en 2000, puis un master 2 en français langue seconde (FLS), spécialité Éveil aux langues en 2011 à Le Mans Université et en littérature jeunesse en 2015 à l'université d'Artois.
Elle est agrégée de lettres modernes et enseigne le français pendant 13 ans de 2004 à 2017 dans un collège de Saint-Nazaire. En 2017, elle reçoit les palmes académiques et arrête son activité d'enseignement pour se consacrer à plein temps à l'écriture.
À partir de juin 2010, elle est rédactrice freelance de supports pédagogiques, adaptations DYS (dyslexiques) et d'œuvres de fiction pour des maisons d'édition telles que Casterman, Castelmore, Thierry Magnier, Gulf Stream, Hachette, Gallimard.
Elle vit près de Saint-Émilion.

## Carrière littéraire

### Livres pour la jeunesse
Sophie Ruhaud compte à son actif une vingtaine de romans jeunesse connus à l'international, notamment en Belgique, en République Tchèque, en Pologne et en Lettonie dont l'annonce a été saluée par plusieurs journaux comme Le Parisien, 20 Minutes, La Croix, L'Humanité et Télérama[réf. nécessaire].
L’œuvre qui la fait connaître est la trilogie d'aventures post-apocalyptiques de Moana aux éditions Castelmore (inspirée de son année vécue à Tahiti), qui a reçu le prix du premier roman du CRILJ 2011. Son roman 8 848 mètres aux éditions Casterman sous la direction de Vincent Villeminot en 2020 s'inspire de l'histoire de sa cousine Marion Chaygneaud-Dupuy qui a vécu 20 ans au Tibet et a gravi 3 fois le mont Everest et dont elle avait été le prête-plume pour son autobiographie parue aux éditions Florent Massot.
En 2014, elle co-écrit avec Paul Beorn le roman 14-14 aux éditions Castelmore mettant en parallèle les histoires de deux garçons à un siècle d'écart. Le livre reçoit une dizaine de prix dont le Prix Gulli 2014 du roman jeunesse 8-12 ans,, le Prix du roman contemporain 2015, le Prix de la Ville de Poitiers 2015, le Prix du Touquet 2015, le Prix des Embouquineurs 2015 (catégorie sixième/cinquième), le Prix des P'tits Bouquineurs 2015 et le Prix des Incorruptibles 2016 dans la catégorie cinquième/quatrième, Takalir et Tatoulu 2016, etc. Le livre est aussi publié dans une version adaptée aux lecteurs dyslexiques[réf. nécessaire].
Ils continuent leur collaboration avec le roman Lune Rousse, Les Loups-garous de Thiercelieux en novembre 2018, avec Paul Beorn autour de l’univers du jeu de société éponyme de Philippe des Pallières et Hervé Marly. Puis, en 2021, ils élaborent ensemble le roman fantastique historique La Dame des murs aux éditions Castelmore.
Elle publie également trois romans historiques abordant des thèmes clivants de l'histoire française : Adèle et les noces de la reine Margot (2015), Les Lettres volées (2016) et 42 jours (2017).
En 2019, son roman Pour un sourire de Milad en collaboration avec l'illustratrice Annie Carbo évoque la question de l'accueil des mineurs isolés. Elle diversifie son activité vers les plus petits et des premières lectures, avec On a tué la petite souris illustré par Noëmie Chevalier et L'arbre-lit, son premier album, mis en images par Gilles Freluche et publié à La cabane bleue en 2020.

### Livres pour adultes
Silène Edgar publie aussi deux novellas pour un public adulte : Fortune Cookies (un court récit d'anticipation sur l'état d'urgence) et Féelure (fantaisie burlesque)[réf. nécessaire].
Elle publie par ailleurs Les Affamés (2019) chez J'ai Lu (Nouveaux Millénaires), préfacé par Pierre Bordage, qui décrit une démocrature hygiéniste aux apparences républicaines, mais cachant un régime prompt à la censure et à la violence,.
En 2019, elle publie une auto-fiction, Ce Caillou dans ma chaussure, en lien avec son roman pour adolescents Pour un sourire de Milad sur le thème des mineurs isolés.
Dans une interview en 2022, Silène Edgar annonce ses projets à venir.

## Autres activités

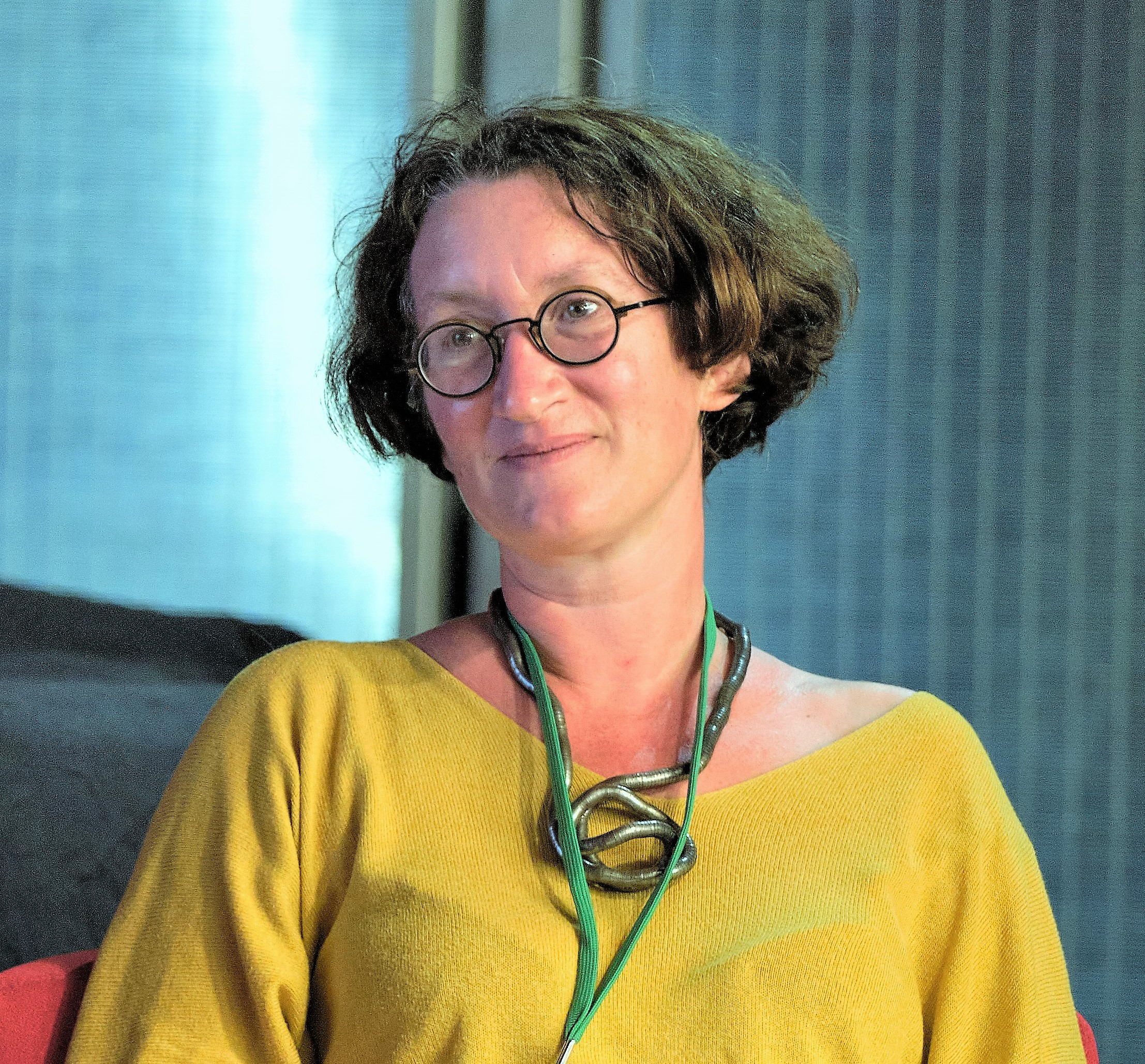
Silène Edgar au festival Hypermondes 2021

Silène Edgar travaille aussi avec un cercle d'amis écrivains. Elle fonde notamment le site internet Callioprofs avec un groupe d'auteurs de son lycée, qui recense des auteurs pour adolescents et dont Cindy van Wilder et elle sont les principales chroniqueuses.
Elle se forme de manière diverse et continue par l'initiation au scénario à La Fémis (2017), à la médiation culturelle, etc. De 2009 à 2013, elle est bénévole permanente à l'association Cocyclics, un lieu d'art et de culture pour les auteurs de l'imaginaire créé en 2007 où elle gère le forum au quotidien, organise et intervient dans les manifestations littéraires en présentiel et distanciel. En 2017, elle produit la séquence documentaire Céleste, ma planète sur le conte philosophique abordant le thème de l'écologie de Timothée de Fombelle.
Elle est également connue pour son activité de recherche, initiée pendant ses mémoires de master et qu'elle reprend pour le colloque « Fantasy et Histoire » du festival de fantasy les Imaginales d’Épinal sur le thème d'Harry Potter et son lien à la chasse aux sorcières, la contestation sociale et l'anti-fascisme,. Elle a d'ailleurs modéré pendant plusieurs années ce festival avec Élise Dattin. En 2019, elle devient coordinatrice pédagogique et rédactrice du site de pédagogie fantaisie de la Bibliothèque nationale de France (BnF).
Dans le cadre du festival Tandem de Nevers, elle participe à un atelier avec Maëlig Duval.

## Œuvres

### Romans

#### Pour la jeunesse
- 2010 : Moana, tome 1. La saveur des figues, Castelmore, 2018 (1re éd. 2010).
- 2011 : Moana, tome 2. Le bateau vagabond, Castelmore, 2018 (1re éd. 2011).
- 2013 : Moana, tome 3. A la source des nuages, Castelmore, 2018 (1re éd. 2013).
- 2014 : Le manoir en folie, Issy-les-Moulineaux, coll. « Imaginemos jeunesse », 2014 (ISBN 9791091233286)[33].
- 2014 : 14-14, Castelmore, 2014 (ISBN 978-2-36231-193-2).
- 2015 : Adèle et les noces de la reine Margot, Castelmore, 2015 (ISBN 978-2362311451).
- 2016 : Les Lettres volées 1661. Mademoiselle de Sévigné au temps du Roi-Soleil, Castelmore, 2016 (ISBN 2362314626).
- 2017 : 42 jours, Castelmore, 2017 (ISBN 978-2-36231-682-1).
- 2018 : avec Edgar et Paul Beorn, Les loups-garous de Thiercelieux : lune rousse, Castelmore, 2018 (ISBN 978-2-36231-207-6, OCLC 1080198020).
- 2019 : Un sourire pour Milad, Scrineo, 2019 (ISBN 2367406502)[34].
- 2021 : La Dame des Murs 1961-2021. Derrière le Mur, la magie au cœur des souvenirs, Castelmore, 2021 (ISBN 9782362317538).
- 2021 : Les animaux de Mini-Bois 1. Le Cookie empoisonné (ill. Charline Picard), Casterman, 2021 (ISBN 978-2-203-22254-0).
- 2021 : Les animaux de Mini-Bois 2. Le Trésor du marais (ill. Charline Picard), Casterman, 2021 (ISBN 978-2-203-22423-0).
- 2022 : Les animaux de mini-bois 3. Le Chemin des étoiles (ill. Charline Picard), Casterman, 2022 (ISBN 978-2203236608)
- 2024 : 8848 Mètre, Casterman, 2024 (ISBN 978-2-203-06431-7)

#### Pour adultes
- 2012 : Les moelleuses au chocolat, du Jasmin, coll. « Nouvelles fantastiques », 2012 (ISBN 9782352842071).
- 2014 : Fortune Cookies, Bragelonne-Snark, 2014 (ISBN 979-10-281-1421-3).
- 2014 : Féelure, Bragelonne-Snark, 2014 (ISBN 9791028102197).
- 2015 : Jean-Claude Dunyach (dir.), Anthologie Trolls et licornes, Mille Cent Quinze, 2022, 2e éd. (1re éd. 2015) (ISBN 9791097100841), « Le Troll médecin ».
- 2018 : Jean-Claude Dunyach (dir.), Anthologie Dimension Technosciences @venir - Rivière Blanche, 2018 (ISBN 9791097100841), « Plénitude ».
- 2019 : Les Affamés, J'ai Lu, coll. « Nouveaux Millénaires », 2019 (ISBN 978-2227494572).
- 2019 : Ce caillou dans ma chaussure : l'histoire de Salim, Le Cellier : Géphyre, 2019 (ISBN 9782490418244).
- 2019 : Utopiales 19, ActuSF, Les Trois Souhaits, 2019 (ISBN 9791097100841), « Inconnue à cette adresse ».
- 2021 : Par-delà l'Horizon, ActuSF, Les Trois Souhaits, 2021 (ISBN 9791097100841), « Espoir ».

### Albums jeunesse
- 2020 : On a tué la petite souris (ill. Noëmie Chevalier), Scrineo, coll. « Les coups de cœur », 2020 (ISBN 9782367408347).
- 2020 : L'arbre-lit (ill. Gilles Freluche), La Cabane bleue, 2020 (ISBN 9782491231040).
- 2022 : Louise Cigogne (ill. Romain Ronzeau), Castelmore, 2022 (ISBN 9782362314216). Sur la procréation médicalement assistée (PMA)

### Articles
- 2010 : avec Paul Beorn, Agnès Marto & all., Le Grimoire Galactique des Grenouilles, guide des éditeurs de l'imaginaire, Association Tremplins de l'Imaginaire, 24 mai 2019, 4e éd. (1re éd. 2010) (ISBN 978-2-9543322-2-2)[35].
- 2014 : Une histoire du théâtre jeune public, Les Cahiers du CRILJ (no 6), novembre 2014
- 2018 : Anne Besson (dir.), Dictionnaire de la fantasy, Vendemiaire, 2018, 1re éd. (ISBN 9782363583154), « "Contes", "J.K. Rowling", "Fantasy jeunesse" »[36],[37]. Prix du jury des Imaginales 2019[38].
- 2019 : L'Histoire dans l'histoire : chasse aux sorcières, contestation sociale et anti-fascisme dans Harry Potter, 2019.

## Prix et distinctions
- 2011 : Prix du premier roman CRILJ pour La Saveur des figues
- 2014 : Prix Gulli du roman jeunesse 8-12 ans pour 14-14
- 2015 : Prix du roman contemporain pour 14-14
- 2015 : Prix de la Ville de Poitiers pour 14-14
- 2015 : Prix du Touquet pour 14-14
- 2015 : Prix des Embouquineurs (catégorie sixième/cinquième) pour 14-14
- 2015 : Prix des P'tits Bouquineurs pour 14-14
- 2016 : Prix des Incorruptibles (catégorie cinquième/quatrième) pour 14-14
- 2016 : Prix Tatoulu pour 14-14
- 2017 : Prix Adorezlire pour Adèle et les noces de la reine Margot
- 2018 : Prix Tout en auteurs pour 14-14
- 2019 : Prix Imagin'alire pour 42 jours
- 2020 : Prix Libri Sparti pour 42 jours
- 2020 : Prix Jeunes Lecteurs de Casablanca pour 8848 mètres